# Шевченково (Ивано-Франковский район)
Шевченково (укр. Шевченкове) — село в Галичской городской общине Ивано-Франковского района Ивано-Франковской области Украины. Расположено у места впадения (на правом берегу) реки Лимницы в Днестр.

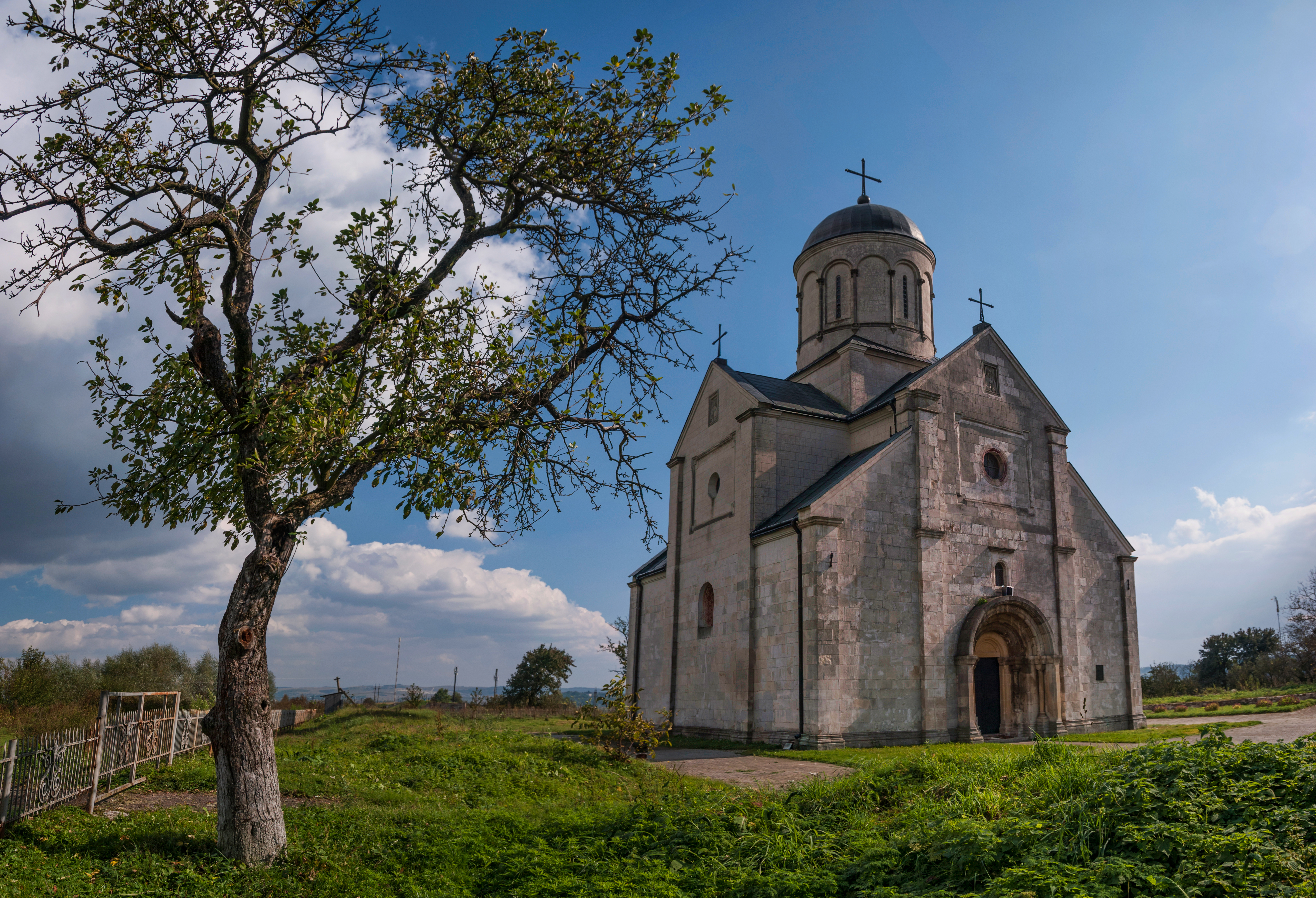
Церковь Святого Пантелеймона

Население по переписи 2001 года составляло 159 человек. Занимает площадь 1,495 км². Почтовый индекс — 77160. Телефонный код — 03431.
В селе сохранились остатки оборонительных валов, относящихся ко времени существования Галича как столицы древнерусского княжества.
Кроме того, в селе сохранилась уникальная достопримечательность — церковь Святого Пантелеймона. Она уникальна тем, что считается старейшей на Западной Украине. Как свидетельствуют древние документы, она построена во времена существования Галицко-Волынского княжества, а именно в 1200 году (по другим данным — 1194 г.). Первоначально церковь была православной, со второй половины XIV в. стала католическим костёлом.